# Partia Prawa (Chorwacja)
Partia Prawa (chorw. Stranka prava) – chorwacka partia polityczna działająca w latach 1861–1929, reprezentująca profil nacjonalistyczny.

## Historia
Partia Prawa została założona jako Partia chorwackiego prawa narodowego (chorw. Stranka hrvatskog državnog prava) w 1861 roku. Jej twórcami byli dwaj narodowi działacze chorwaccy Eugen Kvaternik i Ante Starčević. Głosili oni konieczność utworzenia samodzielnego państwa chorwackiego w ramach luźnej unii personalnej z Austrią i Węgrami – jednak nie na podstawie praw historycznych, ale prawa każdego narodu do samostanowienia. Granice tego państwa miały sięgać od Styrii aż po Macedonię – cała ludność tych terenów była uznawana przez nich za chorwacką, co tworzyło podwaliny pod ideę „Wielkiej Chorwacji” i jednocześnie determinowało konflikt z Serbią. Głosili także idee demokratyczne, chcąc zmienić dotychczasowy ustrój społeczny (Starčević głosił, iż Chorwatami są tylko chłopi i drobne mieszczaństwo jako jedyni nosiciele prawdziwych tradycji narodowych, języka i moralności).
Partia nie odnosiła początkowo sukcesów. W 1871 roku część radykalnych działaczy partii z Eugenem Kvaternikiem na czele próbowała wzniecić narodowowyzwoleńcze powstanie, stłumione po kilku dniach (zginął wówczas Kvaternik). Z czasem jednak stronnictwo zyskało na popularności, która była efektem narastającego antagonizmu chorwacko-serbskiego w sprawie Bośni i Hercegowiny. Jej wpływy rozszerzyły się do Istrii, Dalmacji i Bośni i Hercegowiny.
W 1895 roku doszło do rozłamu w partii – założyciel partii Ante Starčević wystąpił z niej i wraz z grupą swych zwolenników powołał Czystą Partię Prawa (chorw. Čista stranka prava), która opowiedziała się za współpracą z rządem wiedeńskim i głosiła lojalność wobec Habsburgów. Wsparcie dla polityki Wiednia na Bałkanach miało dać Chorwatom szeroką autonomię. Pozostała część partii, zbliżyła się do idei głoszonych przez Partię Narodową. Oba odłamy głosiły hasła antyserbskie.
W 1903 roku Partia Prawa połączyła się z Niezależną Partią Narodową tworząc Chorwacką Partię Prawa (chorw. Hrvatska stranka prava). Doszło też do połączenia z Czystą Partią Prawa, jednak już w 1905 roku, w związku z decyzją kierownictwa partii o wejściu w koalicję ze stronnictwami serbskimi, dawni działacze Czystej Partii Prawa zadecydowali o jej odrodzeniu.
Po rozpadzie Austro-Węgier celem partii było nadal uzyskanie samodzielności przez Chorwację (obejmującą swoimi granicami m.in. także tereny Bośni i Hercegowiny). W 1921 i 1925 roku Partia Prawa uczestniczyła w koalicjach partii chorwackich opozycyjnych wobec władz w Belgradzie. Po wprowadzeniu przez króla Aleksandra I Karadziordziewicia w 1929 roku dyktatury w Jugosławii działalność partii politycznych została zawieszona. Część członków pod przewodnictwem Ante Pavelicia (ważnego działacza partii, od 1927 roku posła w parlamencie) powołała wówczas organizację Ustasza – Chorwacki Ruch Rewolucyjny (chorw. Ustaša – Hrvatski revolucionarni pokret).